# Bestiarij
Bestiárij (iz latinskega bestia - zver) je zbirka živali. Bestiariji so bili priljubljeni v srednjem veku v ilustriranih knjigah, ki so v prozi ali stihih podrobno opisovale različne živali, ptiče in celo kamenine. Prirodopis in ilustracijo posamezne živali je po navadi spremljal moralni poduk. To je zrcalilo verovanje, da je svet sam po sebi božja beseda in da ima vsako živo bitje svoj lasten pomen. Pelikan, za katerega so na primer verjeli, da si razpre prsi pri donositvi mladičev, je predstavljal Jezusa Kristusa. Bestiarij je tako tudi vir simbolnega jezika živali v zahodni krščanski umetnosti in književnosti.